# Антонінек (Мазовецьке воєводство)
Антонінек (пол. Antoninek) — село в Польщі, у гміні Колбель Отвоцького повіту Мазовецького воєводства.
Населення — 81 особа (2011).
У 1975—1998 роках село належало до Седлецького воєводства.

## Демографія
Демографічна структура станом на 31 березня 2011 року:
|          | Загалом | Допрацездатний вік | Працездатний вік | Постпрацездатний вік |
| -------- | ------- | ------------------ | ---------------- | -------------------- |
| Чоловіки | 38      | 7                  | 28               | 3                    |
| Жінки    | 43      | 7                  | 29               | 7                    |
| Разом    | 81      | 14                 | 57               | 10                   |